# The Prize Fighter Inferno
The Prize Fighter Inferno es una banda de rock alternativo y música electrónica de Valley Cottage, Nueva York, formado en 1999 por Claudio Sánchez, como proyecto paralelo en solitario a su banda principal, Coheed and Cambria.

## Discografía
| Año  | Álbum                      | Discográfica         |
| ---- | -------------------------- | -------------------- |
| 2006 | My Brother's Blood Machine | Equal Vision Records |